# Orel (Raumschiff)

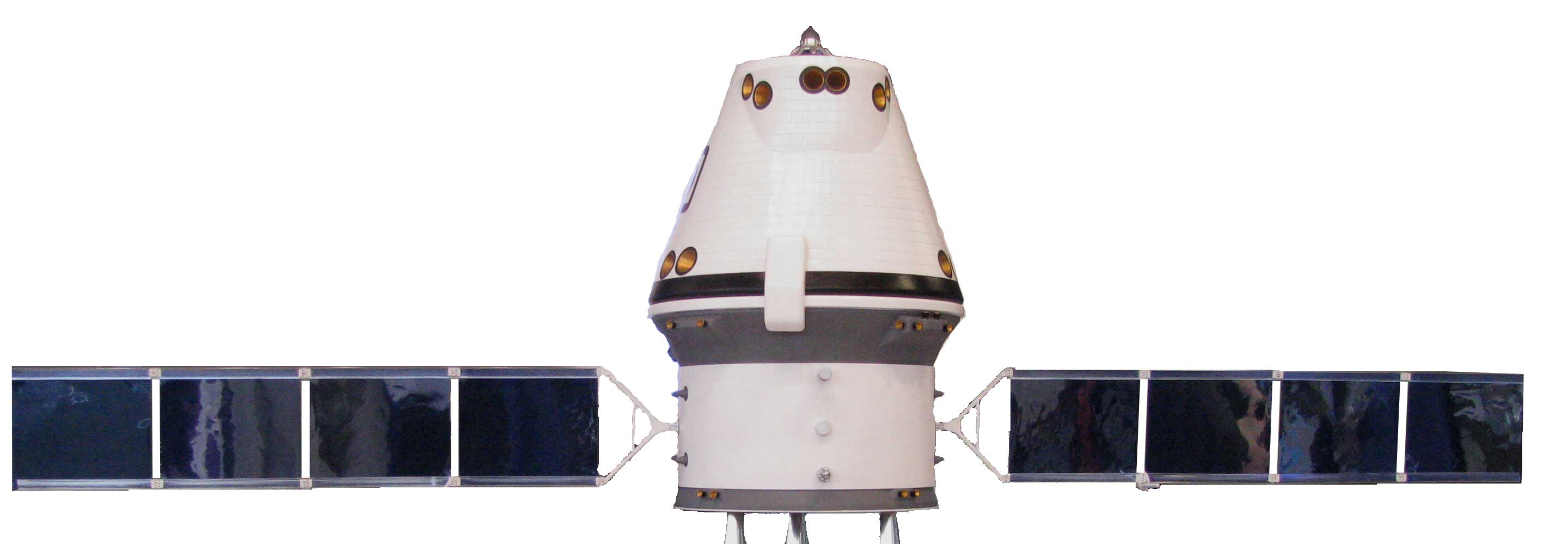
Modell des PPTS von 2009

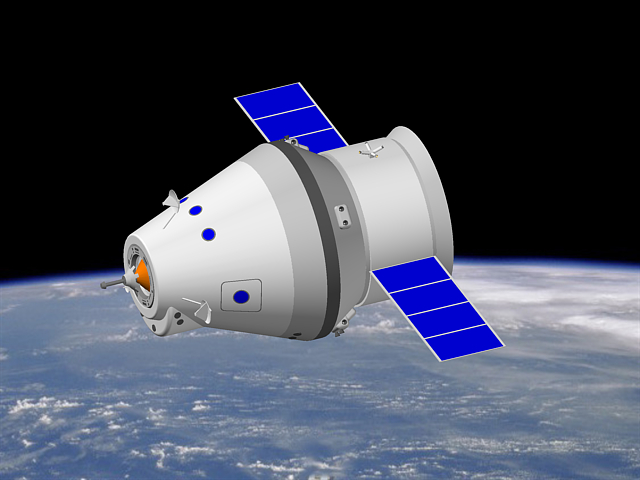
PPTS-Entwurf 2009

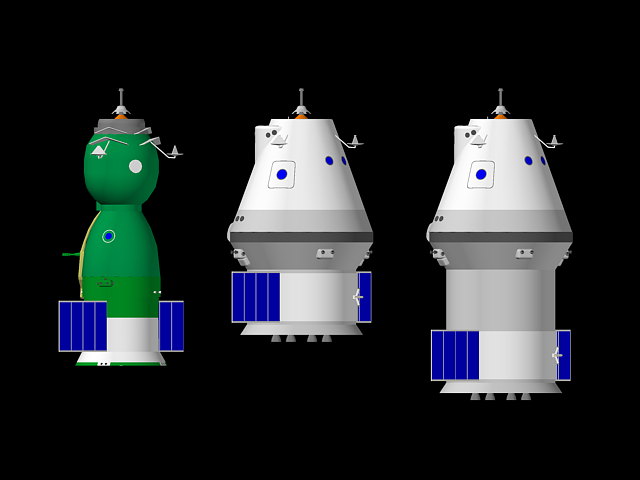
Entwurf des PPTS in der Version für die Erdumlaufbahn (Mitte) und den Mondorbit (rechts). Links zum Vergleich Sojus

Orel (russisch Орёл, „Adler“) (vormals Federazija (nach russisch Федерация „Föderation“), vorher „Bemanntes Transportschiff neuer Generation“ (kurz PTK NP nach russisch пилотируемый транспортный корабль нового поколения), davor „Perspektivisches Bemanntes Transportsystem“ (kurz PPTS, nach russisch Перспективная пилотируемая транспортная система)) ist ein in Entwicklung befindliches bemanntes russisches Raumschiff. Es ist für Flüge in niedrigen Erdumlaufbahnen – einschließlich Zubringerflügen zur ISS – und zum Mond vorgesehen.

## Geschichte
Ab 2004 wurde in Russland ein Nachfolger für das Sojus-Raumschiff unter dem Namen Kliper entwickelt. Nach Konflikten innerhalb der russischen Raumfahrtunternehmen und -behörden wurde das Projekt im Juli 2007 offiziell eingestellt. Schon vorher war mit der Entwicklung eines verbesserten Personentransportsystems begonnen worden. Zeitweilig war auch ein in Kooperation mit der ESA zu entwickelndes System CSTS im Gespräch. Nach Beendigung dieses Projektes im Jahr 2009 infolge von Differenzen zwischen ESA und Roskosmos führte die russische Seite die Entwicklung eines neuen bemannten Raumfahrzeugs eigenständig unter den Namen Perspektiwnaja Pilotirujemaja Transportnaja Sistema (PPTS), später PTK NP (Pilotirujemui Transportnui Korabl Nowowo Pokolenija = Bemanntes Transportschiff neuer Generation) weiter.
An der Ausschreibung über die Entwicklung des Raumfahrzeugs beteiligten sich Anfang 2009 die beiden Unternehmen RKK Energija und GKNPZ Chrunitschew. Am 6. April 2009 wurde Energija zum Gewinner erklärt. Nach einigen Änderungen vonseiten Roskosmos' wurde im August 2013 ein abschließender Entwurf präsentiert.
Die ersten unbemannten Testflüge des Raumschiffs waren zunächst für 2016, der erste bemannte Start für 2018 geplant.  Seitdem gab es einige Verschiebungen im Zeitplan. 2020 wurde ein erster unbemannter Testflug für Ende 2023 und ein erster bemannter Einsatz für 2025 angekündigt. 2022 wurde der erste Testflug auf 2025 verschoben und im nachfolgenden Jahr auf 2028.

## Technik
Das in der Regel viersitzige Raumfahrzeug besteht aus einer Besatzungskabine mit Frachtraum und Abteil für die Bremsaggregate sowie deren Tanks, einem abtrennbaren Hitzeschild und einem Versorgungsteil mit Hauptantrieb, Energieversorgung über Solarzellen und Batterien sowie Kommunikationseinrichtungen. Das Raumschiff besitzt eine Länge von 6,10 m (Erdorbitvariante), wovon etwa 3,50 m auf die Besatzungskabine, welche gleichzeitig der Rückkehrteil ist, entfallen. Die Rückkehrkapsel soll zuerst aerodynamisch und später durch Fallschirme gebremst werden. In 10 Metern Höhe sollen schließlich Bremstriebwerke eine sanfte Landung auf 4 ausklappbaren Beinen erlauben.
Es sind zwei Versionen vorgesehen, eine für niedrige Erdumlaufbahnen mit einer Masse von etwa 14,4 Tonnen sowie eine für Flüge zum Mond bzw. zu Lagrangepunkten mit einer Gesamtmasse von 20 Tonnen. Die Besatzungskabine ist bei beiden Versionen gleich und bietet 17 Kubikmeter Lebensraum für die Raumfahrer, darunter ein Hygieneabteil. Der Versorgungsteil hingegen unterscheidet sich bei beiden Varianten, ist in der Mondvariante länger und enthält mehr Treibstoff. Auch der Hitzeschild unterscheidet sich aufgrund der unterschiedlichen Eintrittsgeschwindigkeiten.
Die Besatzungskapsel hat die Form eines Kegelstumpfes mit einem Basisdurchmesser von 4,50 m, soll etwa 5 Mal verwendet werden und ist modular aufgebaut. Jeder der drei Teile lässt sich einzeln warten und auf die nächste Mission vorbereiten. Der Versorgungsteil ist zylindrisch mit einem Durchmesser von 3,50 m, verfügt über zwei drehbare Solarzellenausleger und wird vor dem Wiedereintritt abgetrennt, verglüht also in der Atmosphäre. Neben den 4 Raumfahrern finden noch 500 kg Fracht bei Flügen im Erdorbit und 100 kg bei Mondmissionen Platz. Die einzelnen Varianten sollen eine Missionsdauer von 180 (Mond) bis 365 Tagen (Erdorbit) ermöglichen.
Als Trägerraketen waren zunächst für drei Testflüge die Zenit und für Flüge im Erdorbit die Angara 5P vorgesehen. Später wurden die Sojus 5 und die Angara A5 als mögliches Trägersystem genannt. Für Mondflüge existieren mindestens drei verschiedene Konzepte für Schwerlastträger von 75 bis etwa 190 Tonnen der Hersteller Energija (Sodrutschestwo), Chrunitschew (Amur 5 bzw. Jenissei 5) sowie Progress (STK).

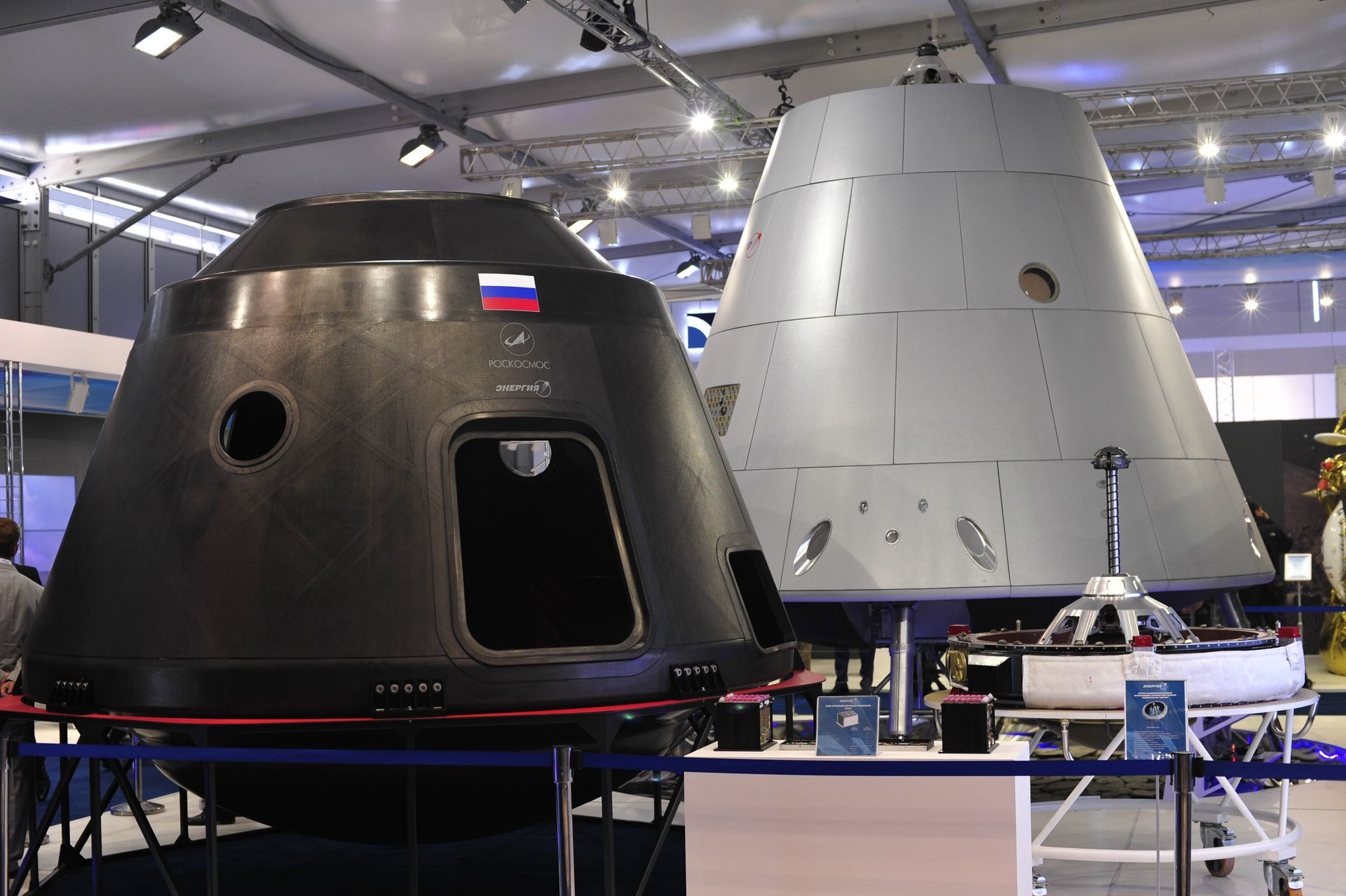
Model 2015
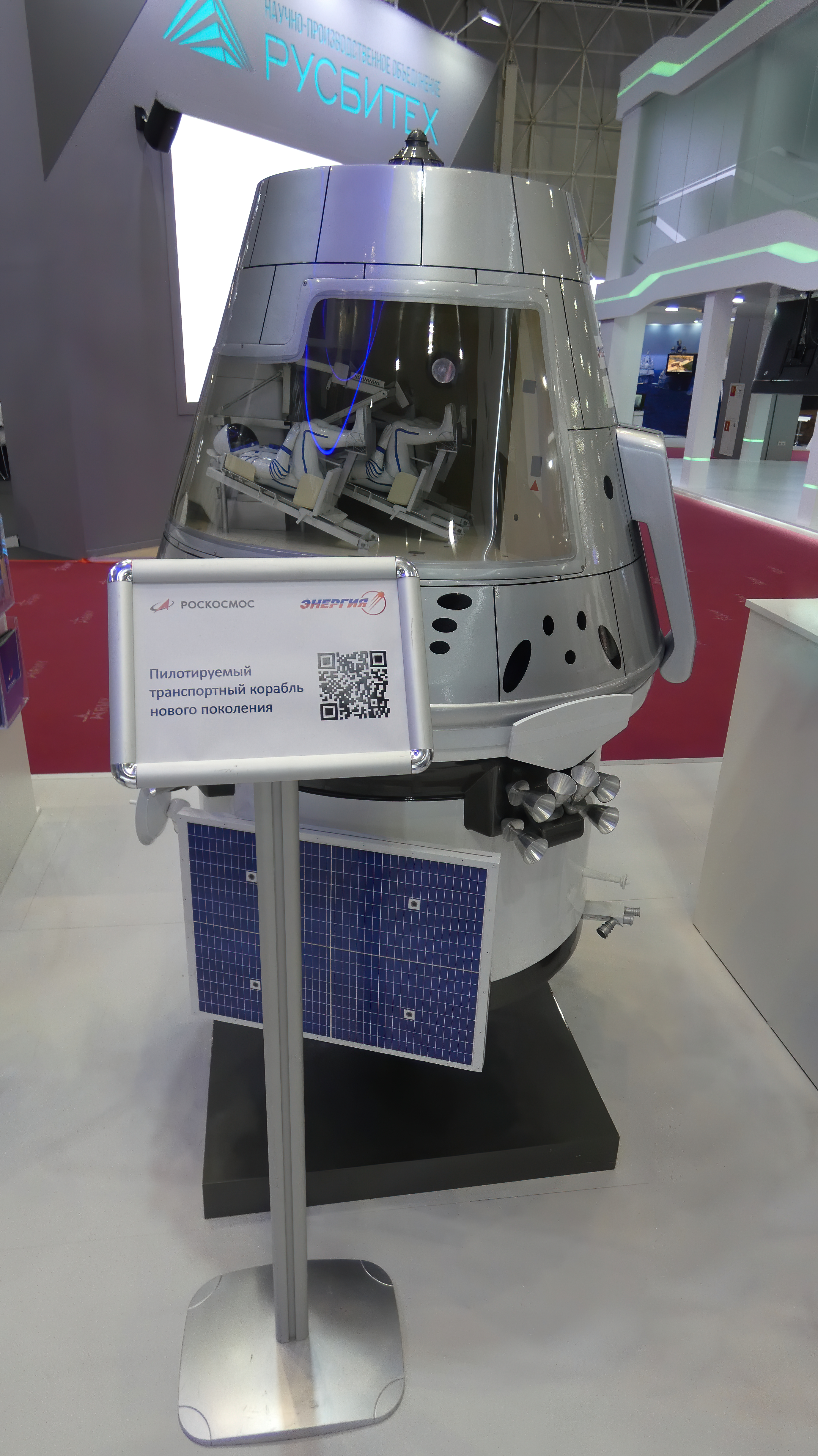
Model 2021